# 我的青春沒在怕
《我的青春沒在怕》（英語：Young Days No Fears），2020年三立華人電視劇八點檔系列第21部作品。由唐禹哲、蔡黃汝、王家梁、程予希、陳敬宣、臧芮軒、喬雅琳、謝翔雅領銜主演。於2020年5月13日開鏡，10月2日全劇殺青。三立都會台於7月15日首播，10月6日播出最終回，全劇共60集。為三立都會台繼《必勝大丈夫》後，時隔490天後再度製播的平日八點檔戲劇。

## 播出時間

### 首播
| 頻道/影音  | 所在地   | 播出日期                    | 播出時間                              |
| ---------- | -------- | --------------------------- | ------------------------------------- |
| 三立都會台 | 臺灣     | 2020年7月15日               | 每週一至週五 20:00－21:00             |
| Vidol      | 臺灣     | 2020年7月15日               | 每週一至週五 21:00 上架               |
| Line TV    | 臺灣     | 2020年7月15日               | 每週一至週五 24:00 上架               |
| 愛奇藝     | 臺灣     | 2020年7月15日               | 每週一至週五 24:00 上架               |
| 華視主頻   | 臺灣     | 2020年7月29日 （至9月10日） | 每週一至週四 21:00－22:00 (首集20:00) |
| 華視主頻   | 臺灣     | 2020年9月14日               | 每週一至週五 21:00－22:00             |
| Youtube    | 部分地區 | 2020年8月13日               | 每週一至週五 21:00 上架               |

### 重播
| 頻道       | 所在地 | 播出日期                    | 播出時間                                                     |
| ---------- | ------ | --------------------------- | ------------------------------------------------------------ |
| 三立都會台 | 臺灣   | 2020年7月16日               | 每週二至週六 00:00－01:00                                    |
| 三立都會台 | 臺灣   | 2020年7月16日               | 每週一至週五 13:00－14:00                                    |
| 三立都會台 | 臺灣   | 2020年7月16日               | 每週一至週五 17:00－18:00                                    |
| 三立都會台 | 臺灣   | 2020年7月18日               | 週六 19:00－22:00(重播1~3集)                                 |
| 三立都會台 | 臺灣   | 2020年7月19日               | 週日 00:00－03:00(重播1~3集)                                 |
| 三立都會台 | 臺灣   | 2020年7月19日               | 週日 14:00－17:00(重播1~3集)                                 |
| 三立都會台 | 臺灣   | 2020年7月25日               | 每週六 09:00－12:00、15:00－17:00(重播星期一.星期二播出集數) |
| 三立都會台 | 臺灣   | 2020年7月26日               | 每週日 09:00－11:00、15:00－18:00(重播星期三~星期五播出集數) |
| 華視主頻   | 臺灣   | 2020年7月30日 （至9月11日） | 每週二至週五 00:00－02:00                                    |
| 華視主頻   | 臺灣   | 2020年7月30日 （至9月18日） | 每週二至週五 11:00－11:59                                    |
| 華視主頻   | 臺灣   | 2020年7月30日 （至9月10日） | 每週一至週四 20:00－21:00                                    |
| 華視主頻   | 臺灣   | 2020年9月14日               | 每週一至週五 20:00－21:00                                    |
| 華視主頻   | 臺灣   | 2020年9月15日               | 每週二至週六 00:00－01:00(前一集)01:00－02:00(新一集)        |
| 華視主頻   | 臺灣   | 2020年9月21日               | 每週一至週五 11:00－11:59                                    |

## 故事大綱
她們，是一群好朋友，一起面對著愛情裡的難題，工作上的困境，亦或是婚姻中的危機。即使生活裡有許多挑戰，但她們都沒在怕，因為她們擁有彼此。
五位剛畢業的女孩明珊、恬恬、千蔓、丹芳、美琪，加上一位已婚人妻景帆，六個個性迥然的好朋友，就此攜手展開名為「人生」的這場冒險。

## 演員陣容

### 主要演員
| 演員   | 角色            | 介紹 | 登場集數                                          |
| 蔡黃汝 | 杜明珊          | 22歲，高天碩的未婚妻，澤先出版社生猛菜鳥。 直率堅毅擔當，性格執拗，絕不輕言放棄，相信只要拼命努力，一定能有所獲得，直言不諱的處事態度，讓她成為朋友圈的核心。 知名作家「十頁」(高天碩)的忠實鐵粉，視他為人生導師，在她心中有非常崇高的地位。 因父親外遇，決心不要戀愛，卻意外愛上老媽仇人的兒子高天碩。後與高天碩復合。 | 1-34,36-60                                        |
| 唐禹哲 | 高天碩（十頁）  | 30歲，杜明珊的未婚夫，低調帥氣才子。 性格直言不諱，不懂也不屑客套、不願意也認為沒有必要為了任何人任何事掩飾自己真實的感受。 因為自己的筆記本與明珊牽上線，不打不相識，私底下叫她「機車妹」，後來在明珊對十頁邀稿的email中，受到她文筆的吸引，進而答應幫明珊的出版社寫稿。 也因為這些email，讓他逐漸注意到明珊，跟她相處，也不知不覺在意起她的感受。 「十頁」是他的筆名，文字的力度以及他犀利的個人觀點，讓他大受歡迎，但他卻異常低調，知道他就是十頁的人，只有家人和少數幾個密友。後與杜明珊復合。 | 1-33,37-60                                        |
| 程予希 | 李美琪 (Maggie) | 22歲，羅岳方的妻子，陳大再的前未婚妻，羅丹芳的同學兼好友兼嫂子，羅金龍、楊美桃的媳婦。國民女友，羅氏企業員工兼總經理夫人。 溫柔體貼擔當，容易心軟、腦波弱、優柔寡斷，溫柔善良，自小由親戚們輪流帶大，父母早歿，跟著姑姑生活，因為一直沒有屬於自己的家，她異常看重姊妹好友的感情，同時也促使她輕易答應男友陳大再的求婚，卻沒想到男友在婚禮當天逃婚。後與羅岳方交往結婚懷孕並同居。 | 1-23,25-60                                        |
| 王家梁 | 羅岳方          | 32歲，李美琪的丈夫，羅丹芳的哥哥。黑道世家繼承者，羅氏企業總經理。 深情黑道王子，角頭老爸漸漸將「家族事業」移交給他，這個傑出的年輕黑道非但無縫接軌，還青出於藍，不靠打打殺殺，將家族事業推上另一波高峰。是第一個懷疑且識破高天碩是十頁的人。 感情在絕大部分的情況下退居次要，直到他愛上李美琪…這個他親眼目睹因為新郎臨陣逃逸而傷心欲絕的女孩。後與李美琪交往結婚並同居。 | 1-22,25-36,38-60                                  |
| 喬雅琳 | 羅丹芳          | 22歲，黑道繼承者羅岳方的妹妹，李美琪的小姑，徐開宇女友，黑道千金，樂天棉花糖女孩。 總是很快樂，時常哈哈大笑的棉花糖女孩，即便是屢戰屢敗的減肥，也被她視為人生無法迴避的挑戰，既然無法迴避，那就先開開心心地吃飽了，再來看看有沒有什麼辦法快快樂樂的瘦下來。後與徐開宇交往。 | 1-22,25-36,39-60                                  |
| 陳敬宣 | 陶恬恬          | 22歲，Asam （郭帷珩）女友，默默無聞小網紅。 單親家庭，媽媽靠著在市場賣魚養大這個唯一的女兒，但從未以勞力階級的母親為恥，反倒認為媽媽很了不起，有空就會去市場幫媽媽賣魚。 希望成為當紅youtuber，直播開了又開，但觀看人數始終只有個位數（還有五個是自己姊妹），直到穿緊身T-shirt及真理褲賣魚意外爆紅後，才初嚐走紅滋味。 | 1-10,13-16,19-21,23-24,26-27,29-34,36-40,45,56,60 |
| 臧芮軒 | 廖千蔓          | 22歲，尹澤的女朋友。美食小廚娘、北漂少女，澤先出版社員工 爸媽在屏東開設了一所營業長達三十年的美容院，她打從會走路開始，就在那個擺了六七張美髮椅小店鑽來鑽去，在她眼中，精熟美髮及鄰里八卦的爸媽非常了不起，俐落精到的臺語是智慧的象徵，爸媽如膠似漆的感情（人稱美髮界神鵰俠侶）更視為她未來的人生的目標之一。 爸媽的期望是她能趕快結婚生子接家業，而她卻毅然決然留在台北尋找人生方向。後與趙尹澤交往。                                                                                             | 1-10,13-15,18-20,23-60                            |
| 謝翔雅 | 張景帆          | 28歲，盧柏寬前妻，居酒屋老闆娘。 開朗健談，凡事選擇往好處看的人；八年的婚姻中，有八年都是居酒屋的老闆娘，這養成她隨手到處收拾、嘮嘮叨叨的習慣，跟老公維持著不高不低、不好不壞的婚姻生活，從未想過老公竟會背著她偷吃，她果斷乾脆地提了離婚，看似對婚姻漫不在乎的老公竟然痛哭流涕的懇求，不願離婚。 | 1-4,6-7,9-10,13,25,27-30,35,39,60                 |

### 其他演員
| 演員   | 角色             | 介紹 | 登場集數                                         |
| 徐謀俊 | A Sam （郭帷珩） | 30歲，天碩（十頁）好朋友，陶恬恬男友現為其經紀人，不學無術偽作家，撩妹玩咖。 不看書、不閱讀，卻以大作家高天碩(十頁)的特助自居，陰錯陽差、順水推舟成為高天碩的助理之後，以油滑的性格長年遊走在法律邊緣，為了幫天碩解圍而在眾人前冒認是十頁。 撩妹大師的他竟和嗆辣網紅陶恬恬擦出火花，我世代的速食愛情讓兩人一見面就撩到床上...                                                                                  | 1-21,23-25,27-33,36-40,48,55-56,59-60            |
| 侯彥西 | 徐開宇           | 27歲，黑道企業小職員，誤入黑道森林的直男，羅丹芳男友。 是個大事不求甚解，卻在小事上斟酌計較的人。 大學畢業之後換了好幾個工作才進了羅岳方的公司，他說服自己可以稍許漠視公司奇異的幫派文化，直到羅丹芳要求他假裝追求李美琪，但其實他心有所屬的是大小姐丹芳。後與羅丹芳交往。騙大家有腦癌。 | 2-13,15-22,25-29,30-36,41-44,46-60               |
| 張雁名 | 趙尹澤           | 35歲，千蔓男朋友，澤先出版社社長兼總編，自命不凡文藝大叔。 全球進入網路時代，出版業經營愈發困頓，這位總編始終相信紙本書籍的力量與價值，領航出版社航行於環境險惡的數位大海。他深信堅毅的信念足以彌平波濤洶湧的局勢，講話一定要大聲、語氣必求懇切、信念必須貫徹，以鐵血理念管理旗下員工。 未想認識了廖千蔓，這個小他十二歲的女孩以一種質樸力道先將他的世界徹底摧毀，再以無以倫比的方式砍掉重練。後與廖千蔓交往。 | 3,6,10-12,14-19,21-25,27-33,35-37,39,44,46,48-60 |
| 子育   | 李秀蓉           | 李美琪的姑姑。 | 3,6                                              |
| 郭子乾 | 廖萬利           | 廖千蔓的爸爸。 | 4,6-8,23（聲音）,37-38                           |
| 林嘉俐 | 吳淑芳           | 廖千蔓的媽媽。 | 6,8,23（聲音）,37                                |
| 顏嘉樂 | 吳碧花           | 高天碩的媽媽 ，與杜明珊的媽媽方曉華曾經是閨蜜卻為了一男人而鬧翻 | 20-24,32,57                                      |
| 庹宗華 | 羅金龍           | 羅岳方、羅丹芳的爸爸，羅氏企業的董事長，李美琪的公公。 | 30-31,35-44,53,56-59                             |
| 張瓊姿 | 楊美桃           | 羅岳方、羅丹芳的媽媽，羅氏企業的董事長夫人，李美琪的婆婆。 | 8（聲音）,30-35,53,59                            |
| 謝麗金 | 李冠秀           | 陶恬恬的媽媽。 | 35,36,39                                         |
| 傅雷   | 徐繼先           | 警察，羅金龍的好朋友，徐開宇的爸爸。 | 43,45,47-49,54-56,58-59                          |
| 劉瑞琪 | 方曉華           | 杜明珊的媽媽，與高天碩的媽媽吳碧花曾經是閨蜜卻為了一男人而鬧翻。 | 47-49,57                                         |

### 客串演員
| 演員             | 角色           | 介紹 | 登場集數             |
| 孫沁岳           | 陳大再         | 24歲，紈褲渣男，李美琪的前未婚夫 財閥世家，玩世不恭的風流性格，讓女友李美琪的眾姊妹視他為渣男，就業後回頭追求美琪，卻在婚禮當天逃婚，最後解釋因破產不想連累Maggie而逃婚。 | 1-2,5（聲音）,40-42  |
| 吳佳璇           |                | 陳大再的新女友 | 1                    |
| 周興哲           | 周興哲         | 歌手 計程車乘客。 | 1                    |
| 林埈永           | 阿強           | 原住民搬家公司工人 | 1                    |
| 葉蕙芝           | 宜蘭民宿老闆娘 | Maggie失戀所住民宿老闆娘 幫岳方送餐給Maggie。 | 4-5                  |
| 吳翔震           | 盧柏寬         | 34歲，影視產業製作人，張景帆前夫 二十六歲結婚那年，承接爸媽開設數年、生意不俗的居酒屋，當了老闆的同時也成為人夫，在命運的厚待下，這個男人過著少憂少煩的日子。 妻子景帆嫁給他那年才二十一歲，雖然算不上多聰明，卻很願意為了餐酒館的生意整日操持，或許因為這樣，他才膽敢輕率外遇。  | 10                   |
|                  | 吳三進         | FUYA富雅網路郵購服飾總經理 專找初入職場的小白來騙錢。因為幫大鷹集團偷大鷹與羅氏的合約，而潛進羅氏並綁Maggie。 | 12-13,45             |
| 李昕芸           | 記者           | 記者。 | 16-17,29-3           |
| 黃仲崑           | 陳崑虎         | 亞興集團董事長，羅金龍的拜把兄弟。亞興案被羅岳方、十頁擺了一道。 | 18-19,21,25-27,29-30 |
| 小薰             | Zoe (丁小柔)   | 羅岳方前女友。被哥哥毆打討錢，受羅岳方搭救，而後相愛。 | 26,35-36,40          |
| 小薰             | 戴文柔         | 23歲（6年前），高雄人劇團演員。 愛情騙子，因感情詐騙能快速賺較多的錢，故化名丁小柔，欺騙羅岳方賺取生活費，最後被羅金龍發現順勢與他交易(利用500萬讓其離開羅岳方)讓羅岳方願意留在台灣。她演了一場告別戲，讓羅岳方誤以為是自己害死她，對羅岳方打擊極大，五年後向羅岳方解釋當年真相。 | 46-48,53,55,57       |
| 陳香菱（模特兒） | 琪琪           | 趙尹澤交友APP認識的對象。風塵女。 | 28                   |
| 夏漢君           | Zoe哥          | Zoe的哥哥。 | 35                   |
| 凌巧芸           | 伴娘           | 婉萍的伴娘 | 37                   |
| 大飛             | 連阿凱         | 陶恬恬的狂粉。經常在陶恬恬直播下傳送讓人作嘔的留言，藉由送外賣闖進陶恬恬家中，後被A sam、高天碩抓住交給警察。 | 38                   |
| 汪建民           | 蔡淡煙 (Light) | 羅金龍以前的心腹。 | 49-52,57-58          |
|                  | Light嫂        | 蔡淡煙的老婆 | 60                   |
| 林逸欣           | 康莎莎         | 康總、臭臉女皇，蕭祐新的老婆，高天碩的前未婚妻 五年前為名利離開高天碩，五年後來到澤先出版社擔任新股東並糾纏高天碩。 | 51-60                |
| 方大緯           | 威廉           | 蕭祐新的男朋友。想讓康莎莎離開蕭祐新，故而跑到澤先出版社大鬧。 | 56                   |
| 洪淇             | 婉萍           | 千蔓小學同學。嫁給千蔓第一任男友，原故意嗆聲，但在尹澤幫忙化解婚禮上的危機而和千蔓和好。 | 23、37               |

## 電視劇歌曲
| 曲別   | 歌名           | 演唱者         | 作詞                 | 作曲                 |
| 片頭曲 | U              | 劉以豪         | 王昭權               | 賴暐哲、王昭權       |
| 配樂   | 半空           | 劉以豪         | 陳海維、林建良       | 陳海維、王保為       |
| 片尾曲 | 知己           | 王欣晨         | 張簡君偉             | 張簡君偉             |
| 插曲   | 謝謝你在我身旁 | 王欣晨         | 林均泓               | 林均泓               |
| 插曲   | 兩人           | 王欣晨         | 阿超、鍾佳昊、王聖豪 | 阿超、鍾佳昊、王聖豪 |
| 插曲   | 為何愛         | 王欣晨、唐禹哲 | 林正                 | 林正                 |
| 插曲   | 洛希極限       | 吳克群         | 吳克群               | 吳克群、江鎮宇       |
| 插曲   | 煙火           | 蔡黃汝         | 蘇育霆               | 阿沁                 |
| 插曲   | 諷刺的情書     | 田馥甄         | 丁世光               | 丁世光               |

## 收視率
| 臺灣 三立都會台 首播收视率 |               |              |      |                                     |
| 集數                       | 播出日期      | 收视率       | 排名 | 備註                                |
| 1                          | 2020年7月15日 | 0.33         |      | 每週一至週五晚間八點首播            |
| 2                          | 2020年7月16日 | 0.34         |      |                                     |
| 3                          | 2020年7月17日 | 0.52         |      |                                     |
| 4                          | 2020年7月20日 | 0.40         |      |                                     |
| 5                          | 2020年7月21日 | 0.59         |      |                                     |
| 6                          | 2020年7月22日 | 0.49         |      |                                     |
| 7                          | 2020年7月23日 | 0.42         |      |                                     |
| 8                          | 2020年7月24日 | 0.41         |      |                                     |
| 9                          | 2020年7月27日 | 0.42         |      |                                     |
| 10                         | 2020年7月28日 | 0.46         |      |                                     |
| 11                         | 2020年7月29日 | 無收視率調查 |      |                                     |
| 12                         | 2020年7月30日 | 0.57         |      |                                     |
| 13                         | 2020年7月31日 | 0.49         |      |                                     |
| 14                         | 2020年8月3日  | 0.53         |      |                                     |
| 15                         | 2020年8月4日  | 0.41         |      |                                     |
| 16                         | 2020年8月5日  | 0.43         |      |                                     |
| 17                         | 2020年8月6日  | 0.52         |      |                                     |
| 18                         | 2020年8月7日  | 0.53         |      |                                     |
| 19                         | 2020年8月10日 | 0.52         |      |                                     |
| 20                         | 2020年8月11日 | 0.56         |      |                                     |
| 21                         | 2020年8月12日 | 0.52         |      |                                     |
| 22                         | 2020年8月13日 | 0.44         |      |                                     |
| 23                         | 2020年8月14日 | 0.52         |      |                                     |
| 24                         | 2020年8月17日 | 0.74         |      | 有線收視0.99                        |
| 25                         | 2020年8月18日 | 0.76         |      | 有線收視1.01                        |
| 26                         | 2020年8月19日 | 0.65         |      |                                     |
| 27                         | 2020年8月20日 | 0.60         |      |                                     |
| 28                         | 2020年8月21日 | 0.48         |      |                                     |
| 29                         | 2020年8月24日 | 0.58         |      |                                     |
| 30                         | 2020年8月25日 | 0.54         |      |                                     |
| 31                         | 2020年8月26日 | 0.59         |      |                                     |
| 32                         | 2020年8月27日 | 0.66         |      |                                     |
| 33                         | 2020年8月28日 | 0.51         |      |                                     |
| 34                         | 2020年8月31日 | 0.62         |      |                                     |
| 35                         | 2020年9月1日  | 0.56         |      |                                     |
| 36                         | 2020年9月2日  | 0.52         |      |                                     |
| 37                         | 2020年9月3日  | 0.66         |      |                                     |
| 38                         | 2020年9月4日  | 0.57         |      |                                     |
| 39                         | 2020年9月7日  | 0.53         |      |                                     |
| 40                         | 2020年9月8日  | 0.62         |      |                                     |
| 41                         | 2020年9月9日  | 0.58         |      |                                     |
| 42                         | 2020年9月10日 | 0.63         |      | 25-39歲女性收視高達1.36（有線收視） |
| 43                         | 2020年9月11日 | 0.44         |      |                                     |
| 44                         | 2020年9月14日 | 0.49         |      |                                     |
| 45                         | 2020年9月15日 | 0.63         |      |                                     |
| 46                         | 2020年9月16日 | 0.39         |      |                                     |
| 47                         | 2020年9月17日 | 0.40         |      |                                     |
| 48                         | 2020年9月18日 | 0.33         |      |                                     |
| 49                         | 2020年9月21日 | 0.50         |      |                                     |
| 50                         | 2020年9月22日 | 0.53         |      |                                     |
| 51                         | 2020年9月23日 | 0.45         |      |                                     |
| 52                         | 2020年9月24日 | 0.49         |      |                                     |
| 53                         | 2020年9月25日 | 0.39         |      |                                     |
| 54                         | 2020年9月28日 | 0.63         |      |                                     |
| 55                         | 2020年9月29日 | 0.53         |      |                                     |
| 56                         | 2020年9月30日 | 0.45         |      |                                     |
| 57                         | 2020年10月1日 | 0.32         |      |                                     |
| 58                         | 2020年10月2日 | 0.44         |      |                                     |
| 59                         | 2020年10月5日 | 0.55         |      |                                     |
| 60                         | 2020年10月6日 | 0.69         |      | 最終回                              |
| 平均收視率                 |               |              |      |                                     |

1. 同时段或交叉时段主要节目：

- 三立台灣台《炮仔聲》／《天之驕女》
- 民視無線台《多情城市》
- 台視：《生生世世》
- TVBS歡樂台：《女力報到－最佳拍檔》／《女力報到－正好愛上你》／《女力報到－最美的約定》

1. 由AC尼爾森調查，調查範圍是四歲以上收看電視之觀眾。
2. 資料來源：台灣-偶像劇場、凱絡媒體週報、AC尼尔森

## 製作團隊
- 導演：馬進達
- 總監製：洪任中、徐志怡
- 監製：曾瓊慧、廖庭儀
- 製作人：馬進達、郭鈺麒、吳長沛
- 編劇統籌：吳維君
- 編劇：王慧芬、張芳瑛、連凱鴻
- 製作公司：三立電視、和駿文創有限公司
- 冠名贊助
  - 三立都會台：ONEBOY冰鋒衣（第1集-第40集）、一家人鈣肽高（第41集-第60集）
  - 華視主頻：鱷魚水蒸式
  - Vidol影音：buckskin 柏克金

## 大事記

### 2020年
- 5月12日，《我的青春沒在怕》開鏡[2]
- 6月12日，蔡黃汝、程予希、陳敬宣、臧芮軒、謝翔雅、喬雅琳出席《我的青春沒在怕》姐妹淘party卡司發布會。[3]
- 6月18日，唐禹哲、王家梁、孫沁岳、張雁名、侯彥西、徐謀俊、吳翔震出席《我的青春沒在怕》老二俱樂部卡司發布會。[4]
- 6月23日，釋出卡司篇預告 - 卡司篇預告[5]
- 6月24日，唐禹哲、蔡黃汝、程予希出席《我的青春沒在怕》青春論壇。[6]
- 7月14日，舉辦首映會釋出12分鐘精彩片花[7]。
- 7月15日，三立都會台首播。
- 8月16日，唐禹哲、蔡黃汝、王家梁、程予希、陳敬宣、臧芮軒、謝翔雅、喬雅琳、孫沁岳、張雁名、侯彥西、徐謀俊出席《我的青春沒在怕》粉絲見面會。
- 9月12日，唐禹哲、蔡黃汝登上夢想島擔任富邦悍將開球嘉賓。
- 10月2日，全劇殺青。
- 10月6日，播出幸福感動最終回。《我的青春沒在怕》殺青宴。[8]

## 取景

### 台北市
- 內湖區
  - 康寧大學臺北校區

### 新北市
- 板橋區
  - 板橋435藝文特區
- 貢寮區
  - 福容大飯店
- 新莊區
  - 中港大排
- 三峽區
  - 國立台北大學 三峽校區（圖書館）

### 宜蘭縣
- 頭城鎮
  - 阿宗芋冰城
  - 外澳海灘
  - 九號咖啡外澳館

## 外部連結
- 官方網站 （页面存档备份，存于）－三立
- 官方网站－華視
- 三立華劇的Facebook專頁
- 三立華劇的Instagram帳戶
- YouTube上的三立華劇頻道